# Hertha Berliner Sport-Club 1991-1992
Questa voce raccoglie le informazioni riguardanti l'Hertha Berliner Sport-Club nelle competizioni ufficiali della stagione 1991-1992.

## Stagione
Nella stagione 1991-1992 l'Hertha Berlino, allenato da Bernd Stange, concluse il campionato di 2. Bundesliga al 6º posto. In Coppa di Germania l'Hertha Berlino fu eliminato ai Primo turno dall'SC Jülich 1910.

## Rosa
| N. |                     | Ruolo | Calciatore         |
| -- | ------------------- | ----- | ------------------ |
| 23 | Germania (bandiera) | D     | Oliver Schmidt     |
|    | Germania (bandiera) | P     | Walter Junghans    |
|    | Germania (bandiera) | P     | Marco Sejna        |
|    | Germania (bandiera) | D     | Uli Bayerschmidt   |
|    | Bulgaria (bandiera) | D     | Nikolaj Iliev      |
|    | Germania (bandiera) | D     | Daniel Scheinhardt |
|    | Germania (bandiera) | D     | Norbert Schlegel   |
|    | Germania (bandiera) | C     | Mario Basler       |
|    | Croazia (bandiera)  | C     | Dragutin Čelić     |
|    | Germania (bandiera) | C     | Armin Görtz        |
|    | Germania (bandiera) | C     | Torsten Gowitzke   |
|    | Germania (bandiera) | C     | Theo Gries         |

| N. |                     | Ruolo | Calciatore         |
| -- | ------------------- | ----- | ------------------ |
|    | Germania (bandiera) | C     | Christian Hausmann |
|    | Germania (bandiera) | C     | Oliver Holzbecher  |
|    | Germania (bandiera) | C     | Peter Kaehlitz     |
|    | Croazia (bandiera)  | C     | Niko Kovač         |
|    | Germania (bandiera) | C     | Carsten Ramelow    |
|    | Germania (bandiera) | C     | Thomas Rath        |
|    | Germania (bandiera) | C     | André Winkhold     |
|    | Germania (bandiera) | C     | Marco Zernicke     |
|    | Germania (bandiera) | A     | Sven Kretschmer    |
|    | Germania (bandiera) | A     | Daniel Lehmann     |
|    | Germania (bandiera) | A     | Mike Lünsmann      |

## Organigramma societario
Area tecnica
- Allenatore: Bernd Stange
- Allenatore in seconda:
- Preparatore dei portieri:
- Preparatori atletici:

## Calciomercato

### Sessione estiva
| Acquisti | Acquisti           | Acquisti               | Acquisti |
| R.       | Nome               | da                     | Modalità |
| -------- | ------------------ | ---------------------- | -------- |
| C        | Mario Basler       | Rot-Weiss Essen        |          |
| D        | Uli Bayerschmidt   | Norimberga             |          |
| C        | Christian Hausmann | Norimberga             |          |
| D        | Nikolaj Iliev      | Bologna                |          |
| C        | Peter Kaehlitz     | Hertha Berlino II      |          |
| C        | Niko Kovač         | Hertha Zehlendorf      |          |
| C        | Thomas Rath        | 1. FC Frankfurt (Oder) |          |

| Cessioni | Cessioni        | Cessioni           | Cessioni |
| R.       | Nome            | a                  | Modalità |
| -------- | --------------- | ------------------ | -------- |
| D        | Dirk Greiser    | Wattenscheid 09    |          |
| D        | Robert Holzer   | Uerdingen 05       |          |
| D        | Frank Mischke   | TeBe Berlino       |          |
| A        | Uwe Rahn        | Fortuna Düsseldorf |          |
| A        | René Unglaube   | Wattenscheid 09    |          |
| C        | Thomas Zetzmann | Rot-Weiss Essen    |          |

### Sessione invernale
| Acquisti | Acquisti | Acquisti | Acquisti |
| R.       | Nome     | da       | Modalità |
| -------- | -------- | -------- | -------- |

| Cessioni | Cessioni | Cessioni | Cessioni |
| R.       | Nome     | a        | Modalità |
| -------- | -------- | -------- | -------- |

## Risultati

### 2. Bundesliga

#### Girone di andata
| Arbitro: | Strampe |

|  |           |            |
|  | Marcatori | 58’ Basler |

| Arbitro: | Löwer |

|               |           |              |
| Halvorsen 73’ | Marcatori | 83’ Bjelanov |

| Arbitro: | Malbranc |

|           |           |              |
| Klotz 57’ | Marcatori | 59’ Zernicke |

| Berlino 14 agosto 1991, ore 19:30 CEST 4ª giornata | Hertha Berlino | 0 – 0 referto | Bayer Uerdingen | Stadio Olimpico (7 000 spett.)\| Arbitro: \| Amerell \| |
| Arbitro:                                           | Amerell        |               |                 |                                                         |

| Arbitro: | Osmers |

|                                |           |              |
| Voigt 51’ Klaus 72’ Balzis 90’ | Marcatori | 76’ Kaehlitz |

| Arbitro: | Neuner |

|           |           |           |
| Gries 53’ | Marcatori | 28’ Kluge |

| Remscheid 31 agosto 1991, ore 15:00 CEST 7ª giornata | Remscheid | 0 – 0 referto | Hertha Berlino | Röntgen-Stadion (4 000 spett.)\| Arbitro: \| Berg \| |
| Arbitro:                                             | Berg      |               |                |                                                      |

| Arbitro: | Dardenne |

|          |           |  |
| Rath 79’ | Marcatori |  |

| Arbitro: | Gläser |

|                         |           |                       |
| Grün 26’ Friedemann 88’ | Marcatori | 28’ Lünsmann 41’ Rath |

| Arbitro: | Wippermann |

|                                        |           |                          |
| Lünsmann 43’, 59’ Basler 55’ Gries 67’ | Marcatori | 5’ Sievers 38’ Knoflíček |

| Arbitro: | Albrecht |

|                               |           |          |
| van der Pütten 8’, 42’ (rig.) | Marcatori | 85’ Rath |

#### Girone di ritorno
| Arbitro: | Domurat |

|                                  |           |  |
| Lünsmann 35’ Rath 53’ Basler 64’ | Marcatori |  |

| Arbitro: | Blüthgen |

|                    |           |              |
| Holze 37’ Aden 68’ | Marcatori | 32’ Lünsmann |

| Arbitro: | Pohlmann |

|                             |           |                |
| Lünsmann 18’, 52’ Gries 58’ | Marcatori | 42’, 60’ Pfahl |

| Arbitro: | Brückner |

|           |           |  |
| Adler 49’ | Marcatori |  |

| Arbitro: | Bußhardt |

|              |           |           |
| Winkhold 48’ | Marcatori | 81’ Klaus |

| Arbitro: | Wittke |

|  |           |                                          |
|  | Marcatori | 24’ Schlegel 80’ Kretschmer 89’ Lünsmann |

| Arbitro: | Weise |

|                                         |           |                            |
| Görtz 10’ (rig.) Lünsmann 43’ Gries 57’ | Marcatori | 30’ Pröpper 89’ Griehsbach |

| Arbitro: | Leimert |

|                                        |           |           |
| Steinbach 11’ Linke 20’, 88’ Palma 82’ | Marcatori | 48’ Gries |

| Arbitro: | Rubel |

|  |           |           |
|  | Marcatori | 74’ Klütz |

| Arbitro: | Hauer |

|                |           |  |
| Hollerbach 27’ | Marcatori |  |

| Arbitro: | Schmidt |

|                           |           |  |
| Hausmann 45’ Zernicke 76’ | Marcatori |  |

### 2. Bundesliga

#### Girone di andata
| Arbitro: | Assenmacher |

|                        |           |            |
| Gries 34’ Zernicke 80’ | Marcatori | 53’ Sailer |

| Arbitro: | Kuhne |

|                       |           |                           |
| Laeßig 9’ Paßlack 42’ | Marcatori | 13’, 82’ Gries 89’ Basler |

| Arbitro: | Jansen |

|  |           |           |
|  | Marcatori | 19’ Gries |

| Arbitro: | Mölm |

|                     |           |                       |
| Gries 4’ Basler 71’ | Marcatori | 16’ Claaßen 89’ Linke |

| Arbitro: | Schmidt |

|                            |           |           |
| Freund 66’ Kretzschmar 69’ | Marcatori | 30’ Iliev |

| Arbitro: | Boos |

|  |           |                                 |
|  | Marcatori | 22’ Gries 51’ Lünsmann 88’ Rath |

| Arbitro: | Strigel |

|  |           |                                        |
|  | Marcatori | 36’, 61’ Bittengel 45’, 46’, 78’ Adler |

| Arbitro: | Theobald |

|                                          |           |            |
| Zernicke 30’ Kretschmer 67’ Lünsmann 87’ | Marcatori | 66’ Helmer |

| Arbitro: | Weise |

|                |           |  |
| Wawrzyniak 43’ | Marcatori |  |

| Arbitro: | Wittke |

|               |           |          |
| Kretschmer 3’ | Marcatori | 59’ Koch |

### Coppa di Germania
| Arbitro: | Mildorf |

|                     |           |              |
| Mund 50’ Werres 90’ | Marcatori | 58’ Zernicke |

## Statistiche

### Statistiche di squadra
| Competizione      | Punti | In casa | In casa | In casa | In casa | In casa | In casa | In trasferta | In trasferta | In trasferta | In trasferta | In trasferta | In trasferta | Totale | Totale | Totale | Totale | Totale | Totale | DR |
| Competizione      | Punti | G       | V       | N       | P       | Gf      | Gs      | G            | V            | N            | P            | Gf           | Gs           | G      | V      | N      | P      | Gf     | Gs     | DR |
| ----------------- | ----- | ------- | ------- | ------- | ------- | ------- | ------- | ------------ | ------------ | ------------ | ------------ | ------------ | ------------ | ------ | ------ | ------ | ------ | ------ | ------ | -- |
| 2. Bundesliga     | 23    | 11      | 6       | 4       | 1       | 19      | 10      | 11           | 2            | 3            | 6            | 11           | 16           | 22     | 8      | 7      | 7      | 30     | 26     | +4 |
| 2. Bundesliga     | -     | 5       | 2       | 2       | 1       | 8       | 10      | 5            | 3            | 0            | 2            | 8            | 5            | 10     | 5      | 2      | 3      | 16     | 15     | +1 |
| Coppa di Germania | -     | 0       | 0       | 0       | 0       | 0       | 0       | 1            | 0            | 0            | 1            | 1            | 2            | 1      | 0      | 0      | 1      | 1      | 2      | -1 |
| Totale            | 23    | 16      | 8       | 6       | 2       | 27      | 20      | 17           | 5            | 3            | 9            | 20           | 23           | 33     | 13     | 9      | 11     | 47     | 43     | +4 |

### Andamento in campionato
| Giornata  | 1 | 2 | 3 | 4 | 5 | 6 | 7 | 8 | 9 | 10 | 11 | 12 | 13 | 14 | 15 | 16 | 17 | 18 | 19 | 20 | 21 | 22 |
| --------- | - | - | - | - | - | - | - | - | - | -- | -- | -- | -- | -- | -- | -- | -- | -- | -- | -- | -- | -- |
| Luogo     | T | C | T | C | T | C | T | C | T | C  | T  | C  | T  | C  | T  | C  | T  | C  | T  | C  | T  | C  |
| Risultato | V | N | N | N | P | N | N | V | N | V  | P  | V  | P  | V  | P  | N  | V  | V  | P  | P  | P  | V  |
| Posizione | 3 | 5 | 5 | 4 | 6 | 7 | 6 | 6 | 6 | 4  | 5  | 4  | 4  | 3  | 5  | 5  | 5  | 3  | 5  | 5  | 7  | 6  |

Legenda:

Luogo: C = Casa; T = Trasferta. Risultato: V = Vittoria; N = Pareggio; P = Sconfitta.

### Statistiche dei giocatori
| Giocatore       | 2. Bundesliga | 2. Bundesliga | 2. Bundesliga | 2. Bundesliga | Coppa di Germania | Coppa di Germania | Coppa di Germania | Coppa di Germania | Totale   | Totale | Totale      | Totale     |
| Giocatore       | Presenze      | Reti          | Ammonizioni   | Espulsioni    | Presenze          | Reti              | Ammonizioni       | Espulsioni        | Presenze | Reti   | Ammonizioni | Espulsioni |
| --------------- | ------------- | ------------- | ------------- | ------------- | ----------------- | ----------------- | ----------------- | ----------------- | -------- | ------ | ----------- | ---------- |
| M. Basler       | 21            | 3             | 5             | 0             | 1                 | 0                 | 1                 | 0                 | 22       | 3      | 6           | 0          |
| U. Bayerschmidt | 21            | 0             | 2             | 0             | 1                 | 0                 | 0                 | 0                 | 22       | 0      | 2           | 0          |
| T. Gowitzke     | 11            | 0             | 0             | 0             | 0                 | 0                 | 0                 | 0                 | 11       | 0      | 0           | 0          |
| T. Gries        | 17            | 5             | 4             | 0             | 0                 | 0                 | 0                 | 0                 | 17       | 5      | 4           | 0          |
| A. Görtz        | 19            | 1             | 7             | 1             | 1                 | 0                 | 1                 | 0                 | 20       | 1      | 8           | 1          |
| J. Halvorsen    | 14            | 1             | 3             | 1             | 1                 | 0                 | 0                 | 0                 | 15       | 1      | 3           | 1          |
| C. Hausmann     | 21            | 1             | 3             | 0             | 1                 | 0                 | 0                 | 0                 | 22       | 1      | 3           | 0          |
| O. Holzbecher   | 0             | 0             | 0             | 0             | 0                 | 0                 | 0                 | 0                 | 0        | 0      | 0           | 0          |
| N. Iliev        | 0             | 0             | 0             | 0             | 0                 | 0                 | 0                 | 0                 | 0        | 0      | 0           | 0          |
| W. Junghans     | 10            | 0             | 0             | 0             | 0                 | 0                 | 0                 | 0                 | 10       | 0      | 0           | 0          |
| P. Kaehlitz     | 1             | 1             | 0             | 1             | 0                 | 0                 | 0                 | 0                 | 1        | 1      | 0           | 1          |
| N. Kovač        | 2             | 0             | 0             | 0             | 0                 | 0                 | 0                 | 0                 | 2        | 0      | 0           | 0          |
| S. Kretschmer   | 18            | 1             | 1             | 0             | 1                 | 0                 | 0                 | 0                 | 19       | 1      | 1           | 0          |
| D. Lehmann      | 2             | 0             | 0             | 0             | 0                 | 0                 | 0                 | 0                 | 2        | 0      | 0           | 0          |
| M. Lünsmann     | 21            | 9             | 3             | 0             | 1                 | 0                 | 0                 | 0                 | 22       | 9      | 3           | 0          |
| C. Ramelow      | 0             | 0             | 0             | 0             | 0                 | 0                 | 0                 | 0                 | 0        | 0      | 0           | 0          |
| T. Rath         | 20            | 4             | 5             | 0             | 1                 | 0                 | 1                 | 0                 | 21       | 4      | 6           | 0          |
| D. Scheinhardt  | 9             | 0             | 1             | 0             | 0                 | 0                 | 0                 | 0                 | 9        | 0      | 1           | 0          |
| N. Schlegel     | 21            | 1             | 3             | 0             | 1                 | 0                 | 1                 | 0                 | 22       | 1      | 4           | 0          |
| O. Schmidt      | 0             | 0             | 0             | 0             | 0                 | 0                 | 0                 | 0                 | 0        | 0      | 0           | 0          |
| M. Sejna        | 12            | 0             | 0             | 0             | 1                 | 0                 | 0                 | 0                 | 13       | 0      | 0           | 0          |
| A. Winkhold     | 22            | 1             | 9             | 0             | 1                 | 0                 | 0                 | 0                 | 23       | 1      | 9           | 0          |
| M. Zernicke     | 17            | 2             | 3             | 1             | 1                 | 1                 | 0                 | 0                 | 18       | 3      | 3           | 1          |
| D. Čelić        | 0             | 0             | 0             | 0             | 0                 | 0                 | 0                 | 0                 | 0        | 0      | 0           | 0          |